# Naomi Watts
Naomi Ellen Watts (Shoreham, 28 settembre 1968) è un'attrice e produttrice cinematografica britannica naturalizzata australiana.
Dopo una serie di film, ha ottenuto la fama internazionale per la sua performance nel cult Mulholland Drive (2001), l'horror The Ring (2002) e il dramma 21 grammi (2003), per il quale ha ricevuto la nomination al Premio BAFTA, allo Screen Actors Guild Award e al Premio Oscar nella sezione miglior attrice protagonista. Ha in seguito ricevuto la sua prima candidatura al Golden Globe e la seconda agli Oscar come miglior attrice per The Impossible (2012). Dal suo debutto è apparsa in oltre 70 pellicole. In campo televisivo è stata candidata al Premio Emmy per la sua interpretazione nella serie antologica Feud: Capote vs The Swans (2024).
Nel 2002 è stata inserita dalla rivista People nella lista delle "50 persone più belle". Nel 2006 è diventata ambasciatrice di buona volontà per l'UNAIDS, il Programma congiunto delle Nazioni Unite sull'HIV/AIDS, che aiuta ad aumentare la consapevolezza dei problemi correlati all'AIDS.

## Biografia

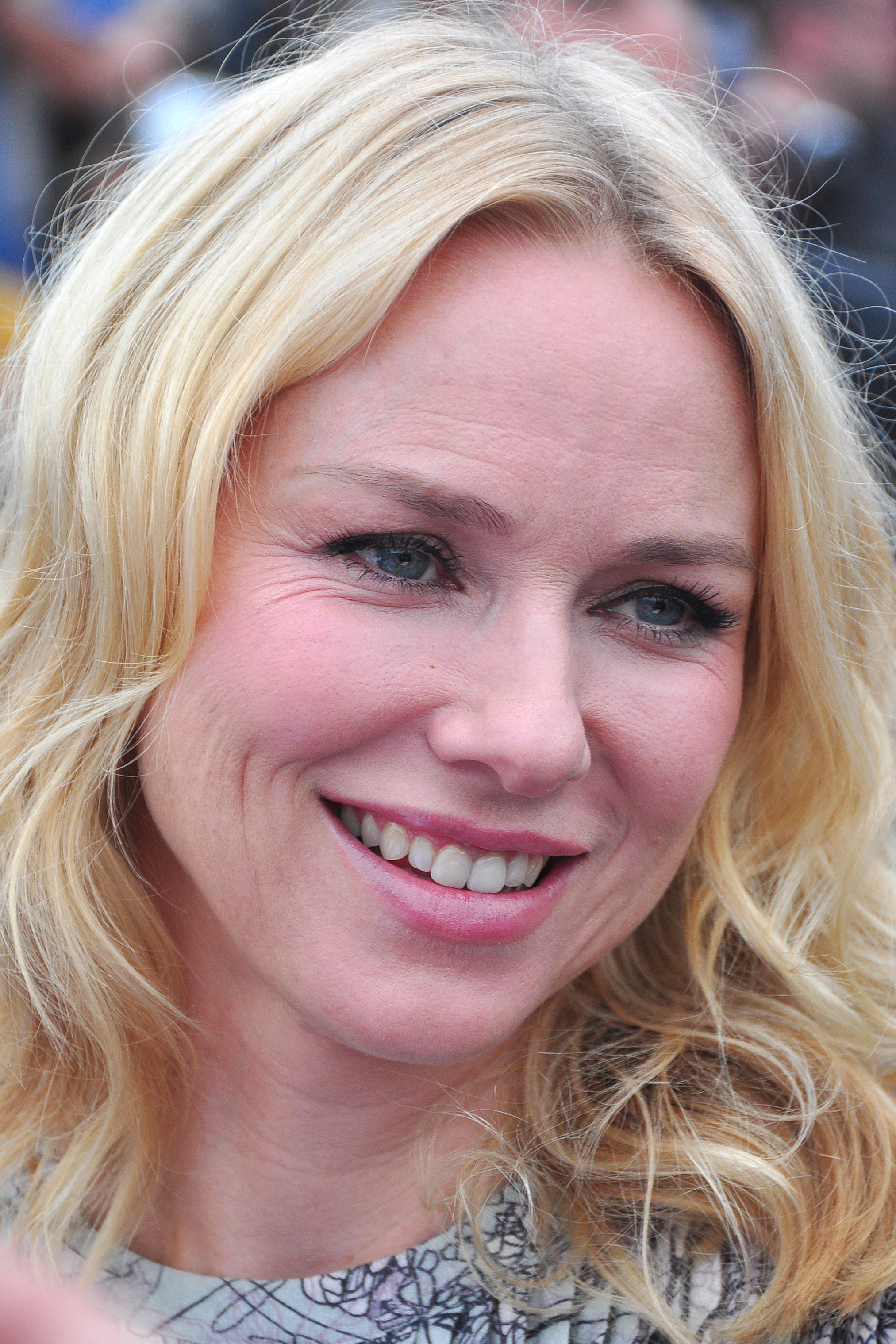
Naomi Watts al Festival di Cannes 2011

Naomi Watts nasce a Shoreham (nel Kent, in Inghilterra) da Myfannwy Glennys Edwards, un'antiquaria e designer, e Peter Watts, manager e tecnico del suono che ha lavorato anche con i Pink Floyd. I suoi genitori divorziarono quando lei aveva 4 anni e quattro anni dopo, suo padre morì per un'overdose di eroina. Dai 4 agli 8 anni Naomi ha vissuto con la madre ed il fratello Ben in diverse località del Sud Est dell'Inghilterra, per poi trasferirsi in Galles per un paio di anni. Quando ha 10 anni si trasferisce a Framlingham, nel Suffolk e quattro anni dopo definitivamente in Australia, a Sydney, dove la madre aveva già vissuto durante l'infanzia.
La Watts partecipa a 18 anni al suo primo film, For Love Alone (1986), che però non le schiude immediatamente le porte del successo e Naomi preferisce intraprendere la carriera di modella. Si accorge ben presto che questa non è la sua strada, ma continua a lavorare nel mondo della moda come redattrice di riviste del settore. Tuttavia è determinata a seguire la carriera di sua madre, attrice, e continua i suoi studi di recitazione. Partecipa quindi al film Flirting insieme con le future dive di Hollywood Thandiwe Newton e Nicole Kidman, di cui diviene amica.
La sua prima esperienza a Hollywood è una piccola parte in Matinee (1993), omaggio di Joe Dante ai film di serie B degli anni cinquanta. Successivamente interpreta la parte di Jet Girl in Tank Girl, versione cinematografica di un fumetto femminista e underground. Tra il 1996 e il 2000 Naomi compare in molti film e serie televisive, ma nessuna di queste le porta il successo e la celebrità.

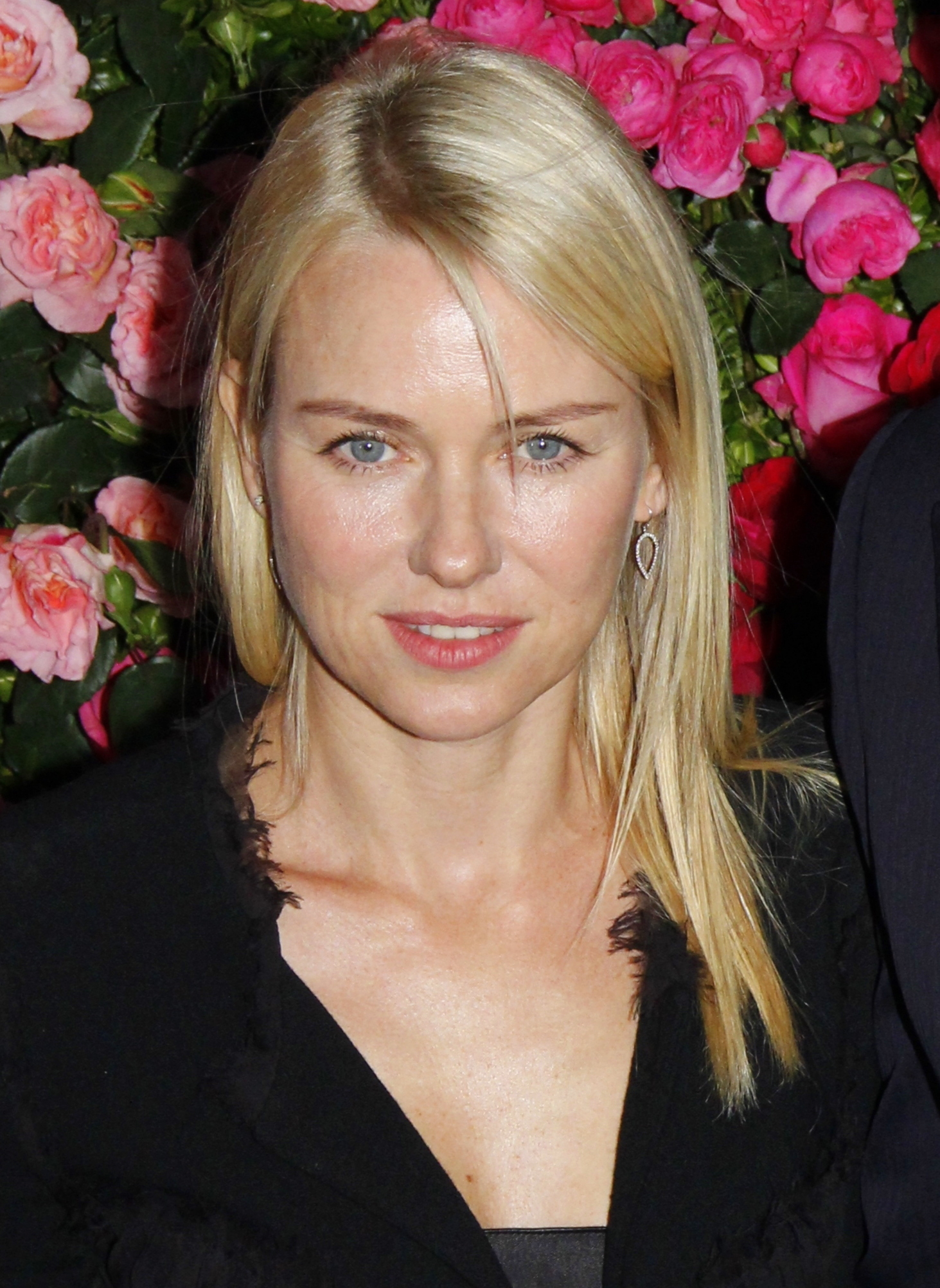
Naomi Watts al Tribeca Film Festival del 2012

La svolta nella sua carriera avviene quando viene scelta da David Lynch come interprete di Mulholland Drive. Sebbene il film non sia un grande successo commerciale, viene apprezzato dalla critica, e Naomi Watts riceve diversi premi e riconoscimenti per la sua interpretazione. Il successo commerciale arriva subito dopo grazie alla partecipazione nel film The Ring, remake americano di un film horror giapponese, che vede la Watts interpretare il ruolo di Rachel, intrepida giornalista che indaga sui misteri di una videocassetta maledetta. Nel 2002 è stata inclusa da People nella lista delle 50 persone più belle.
Nel 2004 la sua interpretazione nel dramma 21 grammi, accanto a Benicio del Toro e Sean Penn, le procura una nomination agli Oscar come miglior attrice. Nel 2005 Naomi Watts interpreta Ann Darrow nel film King Kong del celebrato regista Peter Jackson, remake del film omonimo del 1933. L'interpretazione le fa guadagnare il Saturn Award come migliore attrice protagonista. Tra i suoi film successivi figurano Il velo dipinto, La promessa dell'assassino, diretto da David Cronenberg, il thriller Funny Games e la commedia Incontrerai l'uomo dei tuoi sogni, diretto da Woody Allen.
Nel 2006 diviene ambasciatrice di buona volontà per il Programma delle Nazioni Unite sull'HIV/AIDS, che aiuta ad aumentare la consapevolezza delle problematiche legate all'AIDS, partecipando a diverse raccolte di fondi per la causa. Nel luglio 2012 viene scelta dal regista Oliver Hirschbiegel per interpretare l'iconico ruolo di Lady Diana Spencer nel biopic Diana - La storia segreta di Lady D, che ripercorre gli ultimi due anni di vita della Principessa di Galles. Nel 2013 riceve una candidatura ai Premi Oscar 2013 come miglior attrice protagonista e al Golden Globe 2013 come miglior attrice protagonista in un film drammatico, entrambe grazie al ruolo di Maria nel film The Impossible di Juan Antonio Bayona, basato sul disastroso Terremoto e maremoto dell'Oceano Indiano del 2004.
Nel 2017 è protagonista del thriller psicologico Gypsy, serie TV prodotta da Netflix, dove interpreta una terapista newyorchese dalla doppia identità che comincia a oltrepassare i confini professionali insinuandosi nelle esistenze dei suoi pazienti. Nell'ottobre 2018 è stato annunciato che la Watts sarebbe stata la protagonista della serie prequel de Il Trono di Spade, realizzata da HBO, interpretando una misteriosa esponente dell'alta società. Le riprese sarebbero iniziate nello stesso mese e l'uscita sarebbe stata programmata per il 2020, ma alla fine la serie è stata cancellata dalla HBO.

## Vita privata
Ha avuto una relazione di due anni con Heath Ledger iniziata nel 2002. Dal 2005 a settembre 2016 è stata la compagna dell'attore Liev Schreiber, con il quale ha avuto due figli: uno nel 2007 e uno nel 2008. Dal 2017 è legata all'attore Billy Crudup che ha sposato nel 2023.
Sin da giovane amica di Nicole Kidman, è la madrina del figlio degli attori Simon Baker e Rebecca Rigg.

## Filmografia

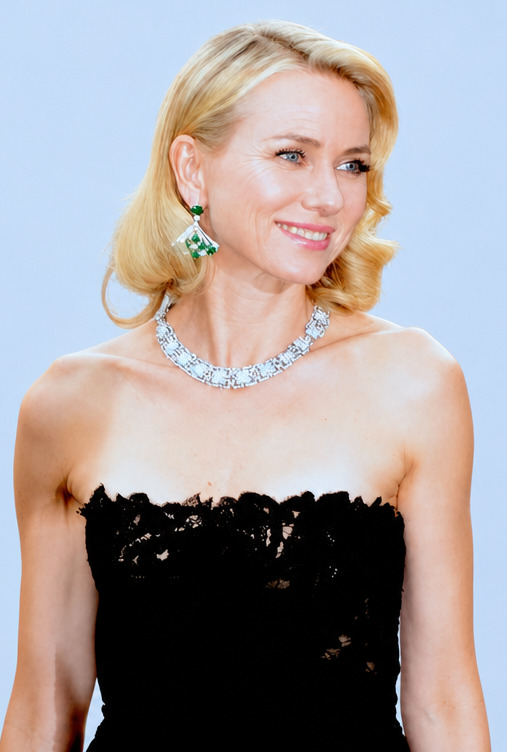
Naomi Watts nel 2015

### Attrice

#### Cinema
- For Love Alone, regia di Stephen Wallace (1986)
- Flirting, regia di John Duigan (1991)
- Matinee, regia di Joe Dante (1993)
- Fiamme di passione (Wide Sargasso Sea), regia di John Duigan (1993)
- Atto indecente (Gross Misconduct), regia di George Trumbull Miller (1993)
- The Custodian, regia di John Dingwall (1993)
- Tank Girl, regia di Rachel Talalay (1995)
- Inferno a Grand Island  (Children of the Corn IV: The Gathering), regia di Greg Spence (1996)
- Delitto senza colpevole (Persons Unknown), regia di George Hickenlooper (1996)
- Under the Lighthouse Dancing, regia di Graeme Rattigan (1997)
- Padrona del suo destino  (Dangerous Beauty), regia di Marshall Herskovitz (1998)
- A House Divided, regia di Kenneth Brady (1998) - cortometraggio
- Strano pianeta (Strange Planet), regia di Emma-Kate Croghan (1999)
- Down - Discesa infernale (Down), regia di Dick Maas (2001)
- Never Date an Actress, regia di David Baer (2001) - cortometraggio
- Mulholland Drive, regia di David Lynch (2001)
- Rabbits, regia di David Lynch (2002) - serie di cortometraggi
- The Ring, regia di Gore Verbinski (2002)
- Bara con vista (Plots with a View), regia di Nick Hurran (2002)
- Ned Kelly, regia di Gregor Jordan (2003)
- Le Divorce - Americane a Parigi (Le Divorce), regia di James Ivory (2003)
- 21 grammi (21 Grams), regia di Alejandro González Iñárritu (2003)
- I giochi dei grandi (We Don't Live Here Anymore), regia di John Curran (2004)
- The Assassination (The Assassination of Richard Nixon), regia di Niels Mueller (2004)
- I Heart Huckabees - Le strane coincidenze della vita (I ♥ Huckabees), regia di David O. Russell (2004)
- Ellie Parker, regia di Scott Coffey (2005)
- The Ring 2, regia di Hideo Nakata (2005)
- Stay - Nel labirinto della mente (Stay), regia di Marc Forster (2005)
- King Kong, regia di Peter Jackson (2005)
- Il velo dipinto (The Painted Veil), regia di John Curran (2006)
- La promessa dell'assassino (Eastern Promises), regia di David Cronenberg (2007)
- Funny Games, regia di Michael Haneke (2007)
- The International, regia di Tom Tykwer (2009)
- Mother and Child, regia di Rodrigo García (2009)
- Fair Game - Caccia alla spia (Fair Game), regia di Doug Liman (2010)
- Incontrerai l'uomo dei tuoi sogni (You Will Meet a Tall Dark Stranger), regia di Woody Allen (2010)
- Dream House, regia di Jim Sheridan (2011)
- J. Edgar, regia di Clint Eastwood (2011)
- The Impossible, regia di Juan Antonio Bayona (2012)
- Comic Movie (Movie 43), registi vari (2013)
- Sunlight Jr. - Sognando la felicità (Sunlight Jr.), regia di Laurie Collyer (2013)
- Two Mothers (Adore), regia di Anne Fontaine (2013)
- Diana - La storia segreta di Lady D (Diana), regia di Oliver Hirschbiegel (2013)
- St. Vincent, regia di Theodore Melfi (2014)
- Birdman, regia di Alejandro González Iñárritu (2014)
- The Divergent Series: Insurgent, regia di Robert Schwentke (2015)
- Giovani si diventa (While We're Young), regia di Noah Baumbach (2015)
- La foresta dei sogni (The Sea of Trees), regia di Gus Van Sant (2015)
- 3 Generations - Una famiglia quasi perfetta (About Ray), regia di Gaby Dellal (2015)
- Demolition - Amare e vivere (Demolition), regia di Jean-Marc Vallée (2015)
- The Divergent Series: Allegiant, regia di Robert Schwentke (2016)
- The Bleeder - La storia del vero Rocky Balboa (The Bleeder), regia di Philippe Falardeau (2016)
- Shut In, regia di Farren Blackburn (2016)
- Il libro di Henry (The Book of Henry), regia di Colin Trevorrow (2017)
- Il castello di vetro (The Glass Castle), regia di Destin Daniel Cretton (2017)
- Ofelia - Amore e morte (Ophelia), regia di Claire McCarthy (2018)
- Luce, regia di Julius Onah (2019)
- L'ora del lupo (The Wolf Hour), regia di Alistair Banks Griffin (2019)
- Penguin Bloom, regia di Glendyn Ivin (2020)
- Quello che non ti uccide (Boss Level), regia di Joe Carnahan (2021)
- Corsa contro il tempo - The Desperate Hour, regia di Phillip Noyce (2021)
- This Is the Night, regia di James DeMonaco (2021)
- Infinite Storm, regia di Małgorzata Szumowska e Michał Englert (2022)
- Goodnight Mommy, regia di Matt Sobel (2022)
- L'amico fedele, regia di Scott McGehee e David Siegel (2024)
- Emmanuelle, regia di Audrey Diwan (2024)

#### Televisione
- Home and Away – serie TV, 19 episodi (1991)
- Brides of Christ, regia di Ken Cameron – miniserie TV (1991)
- L'avventura della vita (Bermuda Triangle), regia di Ian Toynton – film TV (1996)
- Timepiece, regia di Marcus Cole – film TV (1996)
- Sleepwalkers – serie TV, 9 episodi (1997-1998)
- Il Natale più bello della mia vita (The Christmas Wish), regia di Ian Barry – film TV (1998)
- Il delitto dell'unicorno (The Hunt for the Unicorn Killer), regia di William A. Graham – film TV (1999)
- The mystery house (The Wyvern Mystery), regia di Alex Pillai – film TV (2000)
- The Outsider, regia di Randa Haines – film TV (2002)
- Twin Peaks – serie TV, 10 episodi (2017)
- Gypsy – serie TV, 10 episodi (2017)
- The Loudest Voice - Sesso e potere (The Loudest Voice) – miniserie TV, 7 puntate (2019)
- The Watcher – miniserie TV, 7 puntate (2022)
- Feud: Capote vs. The Swans - serie TV, 8 puntate (2024)
- Too Much - serie Tv, 3 puntate (2025)

### Documentari
- I Am Heath Ledger, regia di Adrian Buitenhuis e Derik Murray (2017)

### Doppiatrice
- Babe va in città  (Babe: Pig in the City), regia di George Miller (1998)
- Inland Empire - L'impero della mente (Inland Empire), regia di David Lynch (2006)
- BoJack Horseman – serie TV, episodio 1x10 (2014)

### Produttrice
- Il velo dipinto (The Painted Veil), regia di John Curran (2006)
- 3 Generations - Una famiglia quasi perfetta (About Ray), regia di Gaby Dellal (2015)
- Penguin Bloom, regia di Glendyn Ivin (2020)
- Infinite Storm, regia di Małgorzata Szumowska e Michał Englert (2022)

## Riconoscimenti
- Premio Oscar
  - 2004 – Candidatura alla miglior attrice protagonista per 21 grammi
  - 2013 – Candidatura alla miglior attrice protagonista per The Impossible

- Golden Globe
  - 2013 – Candidatura alla migliore attrice in un film drammatico per The Impossible

- AACTA Award
  - 2012 – Candidatura alla miglior attrice internazionale per The Impossible
  - 2013 – Candidatura alla miglior attrice protagonista per Two Mothers
  - 2015 – Candidatura alla miglior attrice non protagonista internazionale per Birdman

- BAFTA
  - 2004 – Candidatura alla migliore attrice protagonista per 21 grammi

- Critics' Choice Movie Award
  - 2003 – Candidatura alla miglior attrice per 21 grammi
  - 2013 – Candidatura alla miglior attrice per The Impossible
  - 2015 – Miglior cast per Birdman

- Empire Award
  - 2005 – Candidatura alla miglior attrice per 21 grammi
  - 2012 – Candidatura alla miglior attrice per The Impossible

- European Film Awards
  - 2013 – Candidatura alla miglior attrice per The Impossible

- Independent Spirit Award
  - 2011 – Candidatura alla miglior attrice protagonista per Mother and Child

- National Board of Review
  - 2001 – Miglior performance rivelazione per Mulholland Drive

- Premio Goya
  - 2013 – Candidatura alla miglior attrice per The Impossible

- Satellite Award
  - 2004 – Candidatura alla miglior attrice in un film drammatico per 21 grammi
  - 2010 – Candidatura alla miglior attrice in un film drammatico per Fair Game - Caccia alla spia

- Saturn Award
  - 2001 – Candidatura alla miglior attrice per Mulholland Drive
  - 2002 – Miglior attrice per The Ring
  - 2005 – Miglior attrice per King Kong
  - 2007 – Candidatura alla miglior attrice per La promessa dell'assassino
  - 2012 – Candidatura alla miglior attrice per The Impossible

- Screen Actors Guild Award
  - 2004 – Candidatura alla miglior attrice protagonista per 21 grammi
  - 2013 – Candidatura alla miglior attrice protagonista per The Impossible[13]
  - 2015 – Candidatura alla miglior attrice non protagonista per St. Vincent
  - 2015 – Miglior cast cinematografico per Birdman

## Doppiatrici italiane
Nelle versioni in italiano delle opere in cui ha recitato, Naomi Watts è stata doppiata da:
- Barbara De Bortoli in Mulholland Drive, The Ring, Le Divorce - Americane a Parigi, 21 grammi, I giochi dei grandi, The Assassination, Ellie Parker, The Ring 2, Il velo dipinto, La promessa dell'assassino, Funny Games, The International, Mother and Child, Fair Game - Caccia alla spia, Dream House, J. Edgar, The Impossible, Comic Movie, Sunlight Jr. - Sognando la felicità, Two Mothers, Diana - La storia segreta di Lady D, St. Vincent, Birdman, Giovani si diventa, La foresta dei sogni, 3 Generations - Una famiglia quasi perfetta, Demolition - Amare e vivere, Shut In, Il libro di Henry, Il castello di vetro, Twin Peaks, Gypsy, Feud, Ofelia - Amore e morte, Lo scandalo Weinstein, Luce, The Loudest Voice - Sesso e potere, Penguin Bloom, Quello che non ti uccide, Corsa contro il tempo - The Desperate Hour, Infinite Storm, Goodnight Mommy, The Watcher, L'amico fedele
- Claudia Catani in Bara con vista, Stay - Nel labirinto della mente, King Kong, The Divergent Series: Insurgent, The Divergent Series: Allegiant
- Chiara Colizzi in Mystery House, Incontrerai l'uomo dei tuoi sogni
- Elda Olivieri in Flirting
- Francesca Fiorentini in Atto indecente
- Paola Del Bosco in Tank Girl
- Laura Boccanera in Inferno a Grand Island
- Monica Gravina in Timepiece
- Ilaria Stagni in Padrona del suo destino
- Marcella Silvestri in Ned Kelly
- Laura Lenghi in I Heart Huckabees - Le strane coincidenze della vita
- Elena Rossetto in The Bleeder - La storia del vero Rocky Balboa

Da doppiatrice è sostituita da:
- Georgia Lepore in BoJack Horseman